# 51.º Regimiento de Campaña del Distrito Aéreo Bélgica-Norte de Francia (Motorizado)
El 51.º Regimiento de Campaña del Distrito Aéreo Bélgica-Norte de Francia (Motorizado) (51. Luftgau-Feld-Regiment Belgien-Nordfrankreich (mot. )) fue una unidad de la Luftwaffe de la Alemania nazi.

## Historia
Fue formado en junio de 1944, a partir del 51º Regimiento Aéreo. El 9 de septiembre de 1944 fue disuelto y absorbido por los Fallschirmjäger.

## Orden de atalla
- 1942-1944: Plana Mayor, I. - III.